# Świat według Kiepskich (album)
Świat według Kiepskich – album zespołu Big Cyc wydany w grudniu 2000 roku i uzyskał  status platynowej płyty, sprzedając się w ponad 50 tysiącach egzemplarzy do 2001 roku. Tytułowy utwór z tej płyty jest jednocześnie tytułową piosenką z serialu komediowego (sitcomu) – Świat według Kiepskich. Piosenki z płyty są przedzielone monologami Ferdynanda Kiepskiego (w roli F. Kiepskiego Andrzej Grabowski). Utwóry "Czas Na Rwanie" to cover piosenki "Drunter, Drauf & Drüber" grupy Die Toten Hosen, "Nasza Rodzinka" to cover piosenki "El Mundo" zespołu Molotov, a "Niech Każdy Robi To Co Chce" to cover utworu "Mindenki Másképp Csinálja" zespołu Locomotiv GT.
Utwory skomponowano i nagrano:
2 w studiu "Hendrix" w Lublinie (styczeń 1998)
3,16 w "Reim Music Factory" w Łodzi (kwiecień 2000)
4,6,8,9,11,13,14,17,18 w "Preisner Studio" w Niepołomicach (wrzesień - październik 2000)
20 w studiu "Sonus" w Łomiankach (marzec 1997)

## Lista utworów
1. Ferdynand Kiepski ujawnia całą prawdę o zespole Big Cyc
2. „Świat według Kiepskich”
3. „Czas na rwanie”
4. „Kumple Janosika”
5. Bardzo ważne przesłanie Ferdusia Kiepskiego do kierowców
6. „Mały fiat”
7. Bełkot Ferdynanda
8. „Kocham piwo”
9. „Śmieci”
10. Ferdynand Kiepski coś krzyczy
11. „Bułgarka”
12. Kolejny bezsensowny monolog Ferdynanda Kiepskiego
13. „Nasza rodzinka”
14. „Zawsze płyń pod prąd”
15. Ferdynand Kiepski głupieje od tego wszystkiego
16. „Niech każdy robi to co chce”
17. „Wyróżnienie”
18. „Hipermarket”
19. Kiepski ujawnia informację, która może uratować świat
20. „Idą Święta”
21. Ferdynand Kiepski współczuje